# Joseph Epstein (Physiker)
Joseph Epstein (* 23. Mai 1862 in Leipzig; † 27. November 1930 in Frankfurt am Main) war ein deutscher Physiker, Dozent an der Universität Frankfurt am Main und Elektrotechniker. Er etablierte den nach ihm benannten Epsteinrahmen, eine elektrotechnische Messmethode zur Bestimmung der Eisenverluste in Elektroblechen.
Joseph Epstein studierte Physik und Mathematik an der Universität Würzburg und Universität Leipzig und promovierte 1887 in Leipzig mit seiner Arbeit Die logischen Prinzipien der Zeitmessung. Es folgten Lehrtätigkeiten als Lektor und Dozent an der Universität Frankfurt am Main und außeruniversitäre Vorträge, unter anderem hielt er auf der Internationalen Elektrotechnischen Ausstellung 1891 mehrere populäre Experimentalvorträge über die damals neuartige Elektrotechnik.
1897 verließ er die Universität und arbeitete als Chefingenieur bei Felten & Guilleaume, einem Unternehmen das damals vor allem Geräte für die elektrische Energietechnik wie Leistungstransformatoren und Hochspannungskabel entwickelte und herstellte. Im Zuge dieser Tätigkeit entwickelte er 1900 den nach ihm benannten Epsteinrahmen, ein Messverfahren zur Quantifizierung der Eisenverluste der in den Transformatoren und elektrischen Maschinen eingesetzten Elektrobleche. 1910 kehrte er als Dozent an die Universität Frankfurt am Main zurück.